# Scutelliseta brunneoniger
Scutelliseta brunneoniger är en tvåvingeart som beskrevs av Richards 1968. Scutelliseta brunneoniger ingår i släktet Scutelliseta och familjen hoppflugor. Inga underarter finns listade i Catalogue of Life.